# Øgler
Øgler (videnskabeligt navn Lacertilia og Sauria) er en vidtspredt gruppe af krybdyr med omkring 6.000 arter som er udbredt i alle verdensdele på nær Antarktis, inkl. mange isolerede øgrupper. Gruppen som normalt klassificeres som underordnen Lacertilia består af alle krybdyr i overordnen Lepidosauria (krybdyr med overlappende skæl) som hverken er broøgler, ormeøgler eller slanger. 
Øgler har typisk fødder og udvendige ører, mens slanger mangler begge disse karaktertræk. Men da gruppen er negativt defineret til at udelukke slanger, har øgler ikke nogen unikke karakteristika som ikke deles med andre grupper. Øgler og slanger har begge bevægelige overkæber, hvilket adskiller dem fra broøgler. Mange øgler kan afkaste deres hale for at undslippe rovdyr. Deres syn, inkl. farvesyn, er normalt godt udviklet, og de fleste kommunikerer med kropssprog eller stærke farver på deres kroppe, foruden med feromoner.

## Inddelinger
Øglerne omfatter bl.a. grupperne:
- Iguania med leguaner, agamer, kamæleoner, anoler m.fl.
- Gekkota med gekkoer m.fl.
- Anguimorpha med giftøgler, varaner, stålorme m.fl.
- Scincomorpha med skinker, natøgler, firben) m.fl.
- Dibamidae (blinde øgler) har en speciel usikker placering

| Dyr | Spire Denne artikel om dyr er en spire som bør udbygges. Du er velkommen til at hjælpe Wikipedia ved at udvide den. |